# Михайлов, Аркадий (футболист)
Аркадий Михайлов (1916 — ?) — советский футболист, защитник.
В 1938—1939 годах играл за ленинградский «Зенит» (бывший «Большевик»). В 1940 году провёл один аннулированный матч за «Зенит» (бывший «Сталинец»). В годы войны был в составе команд «Балтфлот» и В/ч т. Лобанова. В 1945 году играл за КБФ Ленинград.